# گیت‌لب
گیت‌لب (به انگلیسی: GitLab) یک سکو توسعهٔ عملیات است که سرویس میزبانی گیت -بهره‌مند از ویکی، پیگیری موضوع، یکپارچه‌سازی مداوم و استقرار پیوسته- را ارائه می‌کند. محصول گیت‌لب با مجوز متن‌باز شرکت گیت‌لب در دسترس عموم قرار دارد؛ بنابراین به دیگر افراد امکان خودمیزبانی می‌دهد. این نرم‌افزار در ۱۶ مهر ۱۳۹۰ (۸ اکتبر ۲۰۱۱ م) با همکاری دیمیتری زاپروژتس و ولری سایزوف پایهٔ‌گذاری شد. با الهام از گیت‌هاب و با اعتقاد به شعار «همه می‌توانند مشارکت کنند» با زبان برنامه‌نویسی روبی بنیان نهاده شد. و اینک کماکان عمده منبع گیت‌لب در کنار زبان گو (انگلیسی: GO) و چارچوب ویو جی اس (انگلیسی: Vue.js) به روبی تکیه دارد.

## تحریم شدن در ایران
بعد از انتقال این سرویس از مایکروسافت آژور به سکوی ابری گوگل دسترسی کاربران ایرانی به این سرویس مسدود گردید، گوگل دلیل این مسئله را تحریم‌های وزارت خزانه داری ایالات متحده عنوان کرده و گیت لب هم از کاربران خواسته کدهای خود را دانلود کرده یا از پروژه‌ها پشتیبان تهیه کنند. به غیر از ایران دسترسی کشورهای همچون کریمه، کوبا، کره شمالی، سودان و سوریه نیز قطع شده‌بود. اخیراً این تحریم در ایران برداشته شده است اما خبر رسمی مبنی بر رفع تحریم از خود سایت گیت‌لب منتشر نشده است.